# Polonia en los Juegos Olímpicos de Helsinki 1952
Polonia estuvo representada en los Juegos Olímpicos de Helsinki 1952 por un total de 125 deportistas que compitieron en 11 deportes.  
El portador de la bandera en la ceremonia de apertura fue el remero Teodor Kocerka.

## Medallistas
El equipo olímpico polaco obtuvo las siguientes medallas:
| Nombre            | Deporte            | Competición        |
| ----------------- | ------------------ | ------------------ |
| Oro               |                    |                    |
| Zygmunt Chychła   | Boxeo              | Wélter (67 kg) M   |
| Plata             |                    |                    |
| Aleksy Antkiewicz | Boxeo              | Ligero (60 kg) M   |
| Jerzy Jokiel      | Gimnasia artística | Suelo M            |
| Bronce            |                    |                    |
| Teodor Kocerka    | Remo               | Scull ind. (M1x) M |